# Raja de Béni Mellal
Pour les articles homonymes, voir RBM.
 (novembre 2020).
Maillots
Actualités
Le Raja de Béni Mellal (en berbère : ⴰⵏⴰⵔⵓⵣ ⵏ ⴰⵢⵜ ⵎⵍⵍⴰⵍ Anaruz n Ayt mellal, et en arabe : رجاء بني ملال) est un club marocain de football fondé en 1956 et basé dans la ville de Béni Mellal.
Le club évolue actuellement en Botola Pro.

## Histoire
Le Raja de Beni Mellal est fondé en 1956 par Abdellatif Mesfioui, premier et meilleur président du club, après la fusion des clubs de la ville de Beni Mellal, l'Ittihad Al Mellali et le Mouloudia de Beni Mellal.
L'exploit du club est la finale de la Coupe du Maghreb des clubs champions en 1975 contre le Club Africain.

## Palmarès
| National                                          | International |
| ------------------------------------------------- | --- |
| - Championnat du Maroc (1) : - Champion : 1973/74 | - Coupe du Maghreb des clubs champions : - Finaliste : 1974 - Internationale Coupe Mohammed-V : - Demi-finaliste : 1974 |

## Personnalités du club

### Présidents du club
- Abdellatif Mesfioui
- Lhaj Khalifa Chichaoui
- Lhaj Jilali Lasri
- Lhaj Abdelwahed Lasri
- Abdessadek Boudal
- Mohamed Aafif
- Lhaj Hassan Arbaoui

### Entraîneurs du club[2]
- Mohamed Alaoui Ismaili
- Mohamed Madihi
- Mourad Fellah
- janv. 2012-juin 2012 :  Youssef Fertout

### Joueurs emblématiques
- 1999-2001  Mohamed Madihi
- 1992-2005  Said Bassir

- 1982-1986  SNOUSSI Abdelmajid capitaine d’équipe, meilleure défenseur central de son époque.

- 1982-1986  Hassan Fadil attaquant gaucher qui faisait partie de l’équipe nationale , actuellement coach au maroc.